# Gymnodoris aurita
Gymnodoris aurita is een slakkensoort uit de familie van de Polyceridae. De wetenschappelijke naam van de soort is voor het eerst geldig gepubliceerd in 1852 door Gould.